# Edmund Dalbor
Edmund Dalbor (ur. 30 października 1869 w Ostrowie Wielkopolskim, zm. 13 lutego 1926 w Poznaniu) – polski duchowny rzymskokatolicki, arcybiskup metropolita gnieźnieński i poznański oraz prymas Polski w latach 1915–1926, kardynał prezbiter od 1919.

## Życiorys
Urodził się 30 października 1869 roku w Ostrowie Wielkopolskim jako syn Władysława oraz Katarzyny z Rutkowskich. W 1888 roku ukończył ostrowskie gimnazjum, w którym zdał maturę. Udał się na studia na Uniwersytecie w Münsterze, od 1889 kontynuował naukę w seminarium w Poznaniu. W 1892 udał się do Rzymu, gdzie dwa lata później uzyskał doktorat z prawa kanonicznego. 25 lutego 1893 z rąk biskupa Jana Wronki przyjął święcenia kapłańskie.
W 1894 roku został wikariuszem w parafii św. Marcina w Poznaniu, a następnie penitencjarzem w katedrze gnieźnieńskiej. 30 czerwca 1915 został prekonizowany arcybiskupem metropolitą gnieźnieńskim i poznańskim oraz prymasem Polski. Sakrę biskupią przyjął 21 września 1915. 30 września odbył ingres do archikatedry poznańskiej, a 2 października do archikatedry gnieźnieńskiej. 15 grudnia 1919 został kreowany (m.in. z Aleksandrem Kakowskim) kardynałem prezbiterem.
W wolnej Polsce zaczął ponownie używać tytułu Prymasa Polski, a już w 1919 roku zwołał pierwszą konferencję biskupów polskich, natomiast trzy lata później zwołał Metropolitalny Sąd Duchowny. W 1925 roku powołał pierwsze w Polsce kościelne Archiwum Archidiecezjalne w Poznaniu. 11 lipca 1921 otrzymał Order Orła Białego, a ponadto zasiadł w historycznie pierwszej Kapitule tego orderu, zostając jej kanclerzem. Również w 1921 otrzymał tytuł doktora honoris causa Uniwersytetu Warszawskiego, Uniwersytetu Lwowskiego i uniwersytetu w Münsterze. Został też odznaczony polską odznaką ZHP „Wdzięczności” i francuskim Krzyżem Wielkim Orderu Legii Honorowej.
Pochowany został w podziemiach archikatedry gnieźnieńskiej. 1 maja 1938 – w uroczystość odpustową ku czci św. Wojciecha w Gnieźnie – kardynał August Hlond odsłonił jego pomnik w kaplicy Bogorii. W rodzinnym Ostrowie Wielkopolskim znajduje się ulica jego imienia, zaś na zewnętrznym murze tamtejszej konkatedry znajduje się poświęcona mu tablica.